# 歌川芳盛

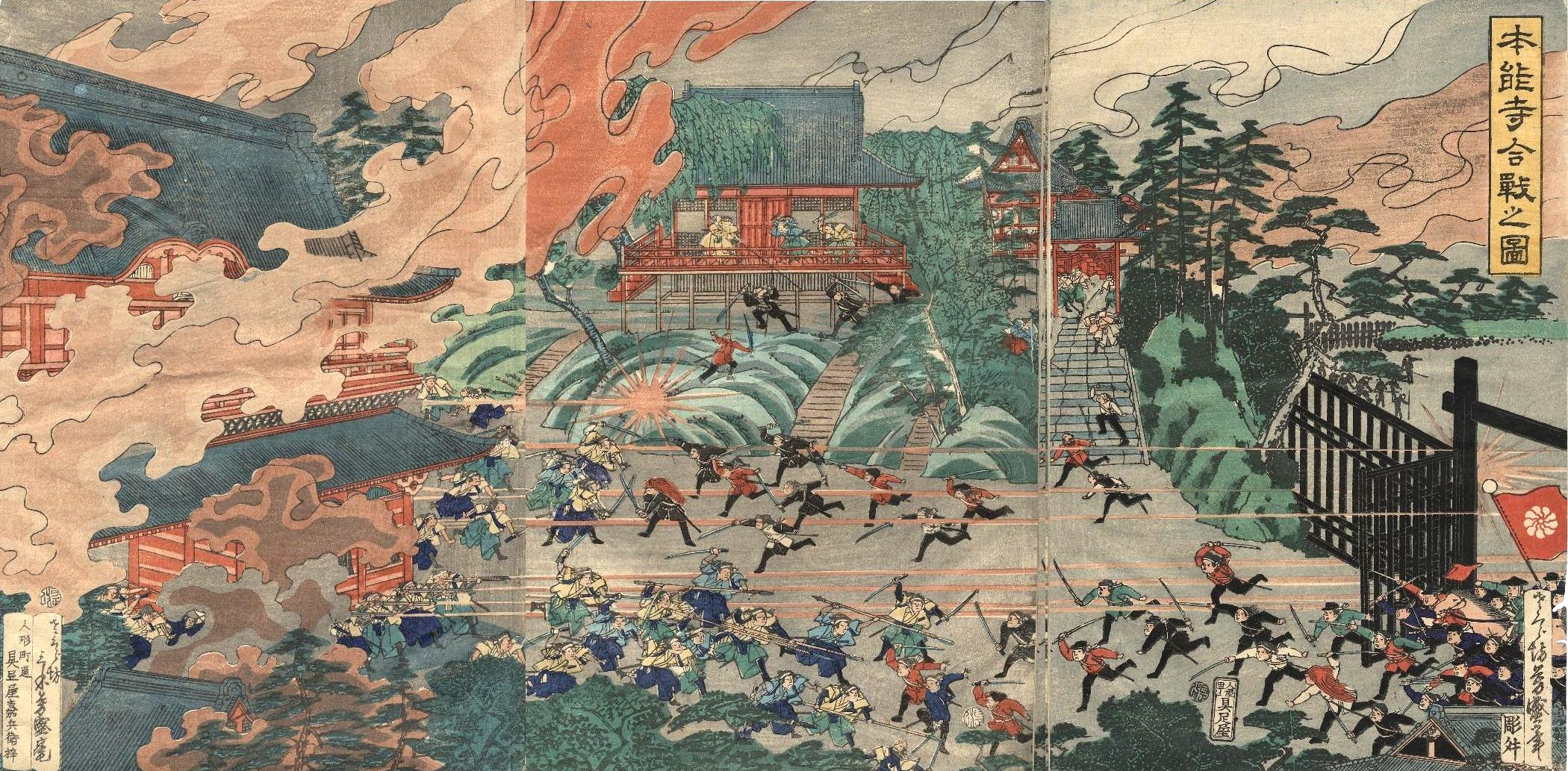
『本能寺合戦之図』 実際には上野戦争の様子を描いている。

歌川 芳盛（うたがわ よしもり、天保元年〈1830年〉 - 明治18年〈1885年〉10月5日）は、江戸時代末期から明治時代にかけての浮世絵師。

## 来歴
歌川国芳の門人。姓は三木または田口、名は作蔵。画姓として歌川を称し、一光斎、光斎、酒盛（さかもり）、さくら坊、桜ん坊などと号した。はじめ下谷広小路、次いで池ノ端茅町に住んだが、後に横浜根岸に移住している。
幼少時より国芳の門に入り、国芳の画風によく倣った武者絵、時局絵、花鳥画などを描き、殊に時局を諷刺した合戦絵が得意であった。また嘉永3年（1850年）から嘉永4年（1851年）には草双紙の挿絵も描いている。万延から文久（1860年 - 1864年）にかけて「ゑぎりす人の図」、「五ヶ国」、「港崎横浜一覧」などの横浜絵の作品があるが、「東都名所」その他において江戸市中遊覧の外国人を描いたのは芳盛以外にはあまり見当たらない。ほかに合作の「御上洛東海道」や「末広五十三次」にも参加した。後に中年になると服部波山、夜鶴庵、河鍋暁斎らと交際し三木光斎と号して南画も手がけている。元治元年（1864年）に制作された大判錦絵3枚続「昔ばなし舌切雀」では、蛤御門の変を舌切雀の説話に仮託して描いており、左側にみられる劣勢となった妖怪たちが長州勢を意味している風刺画である。絵本の例としては嘉永頃の『義士銘々伝』や『膝栗毛面白双紙』があげられる。
明治以降、一時は内務省に十三等官吏として勤務もしたが、明治18年（1885年）に辞職してからは横浜に移り、横浜絵および輸出向けの花鳥画を描いたりした。享年56。墓所は横浜窪山の共同墓地。
門人に二代目歌川芳盛、歌川小芳盛がいる。

## 作品
- 「昔ばなし舌切雀」　大判　錦絵3枚続　元治元年　国立歴史民俗博物館所蔵
- 「御上洛東海道之内 岡部」　大判 錦絵 文久3年（1863年）
- 「御上洛東海道 金谷」　大判 錦絵 文久3年（1863年）
- 「源義家朝臣奥州征罸之図」　大判3枚続 錦絵 石川県立美術館所蔵
- 「書画五拾三駅 武蔵 神奈川」　大判 錦絵 石川県立美術館所蔵 明治5年（1872年）
- 「東地名」　横大判　錦絵揃物　嘉永6年
- 「江戸八景」　横大判　錦絵揃物　安政6年（1859年）
- 「えぎりす人の図」　大判　錦絵　万延元年（1860年）
- 「港崎横浜一覧」　大判　錦絵2枚続　万延元年
- 「鳥獣図会」　大判　錦絵　万延元年
- 「五ヶ国之内フランス」　大判　錦絵　万延元年
- 「江戸自慢日本橋」　大判　錦絵　文久元年（1861年）
- 「飛鳥山花見図」　大判　錦絵2枚続　文久元年　外国人と役者を描く
- 「異国人写真鏡之図　ヲロシヤ」　大判　錦絵　文久元年
- 「東都名所」　大判　錦絵揃物　文久元年　「アメリカ」　「ヲロシヤ」　「フランス」など
- 「東海道」　大判　錦絵揃物　文久3年　合作　「江尻」「金谷」「浜松」「草津」「岡部」などを描く
- 「末広五十三次」　大判　錦絵揃物　合作　慶応元年　「藤沢」「石薬師」「石部」などを描く
- 「摂州須磨浦真景」　大判　錦絵3枚続　慶応元年
- 「本能寺合戦之図」　大判　錦絵3枚続　明治2年（1869年）　さくら坊芳盛の落款
- 「東京高輪之風景」　大判　錦絵3枚続　明治2年　光斎芳盛の落款
- 「上野東照宮御祭典参詣群集之図」　大判　錦絵3枚続　明治6年（1873年）　光斎の落款
- 「鯉の滝登り」　大判　縦2枚続　光斎の落款